# Пем Грієр
Памела Сюзетт Грієр (англ. Pamela Suzette Grier; нар. 26 травня 1949, Вінстон-Сейлем, Північна Кароліна, США) — американська акторка та співачка, здобула популярність завдяки зніманню у блексплуатаційних фільмах 1970-х років про жінок у в'язниці виробництва American International Pictures і New World Pictures. Квентін Тарантіно назвав її першою зіркою кінематографа (хоча багато хто вважає, Чжен Пейпей має цю відзнаку). Серед її нагород номінації на премії «Еммі», «Золотий глобус», Гільдії кіноакторів, «Супутник» і «Сатурн».
Стала знана завдяки головним ролям у фільмах «Коффі» (1973) та «Фоксі Браун» (1974); серед інших помітних ролей цього періоду — «Дім великої ляльки» (1971), «Жінки в клітках» (1971), «Велика клітка для пташок» (1972), «Чорна мама, біла мама» (1973), «Кричи, Блакула, кричи» (1973), «Арена» (1974), «Красуня Шиба» (1975), «Бактаун» (1975) і «Фрайді Фостер» (1975). Зіграла головну героїню в кримінальному фільмі Квентіна Тарантіно «Джекі Браун» (1997) майже через три десятиліття після її першої головної ролі. З'являвся у стрічках «Втеча з Лос-Анджелеса» (1996), «Марс атакує!» (1996), «Королеви вбивства» (1999), «Священний дим», (1999), «Кістки» (2001), «Просто Райт» (2010), «Ларрі Краун» (2011) і «Черлідерки» (2019).
На телебаченні зіграла Елеонору Вінтроп у комедійно-драматичному серіалі Showtime «Лінкс» (1998—2000), Кейт «Кет» Портер у драматичному серіалі Showtime «Секс в іншому місті» (2004—2009) та Констанцію Террі у ситкомі ABC «Благослови цей безлад» (2019—2020). Отримала високу оцінку за роботу в мультсеріалі «Назавжди щасливі: Казки для кожної дитини» (1999).
«IndieWire» назвав її однією з найкращих акторок, яких ніколи не номінували на «Оскар».

## Ранні роки
Народилася 26 травня 1949 року в Вінстон-Сейлемі, штат Північна Кароліна, в сім'ї Гвендолін Сільвії (до шлюбу Семюелс), домогосподарки та медсестри, та Кларенса Ренсома Грієра-молодшого, який працював механіком і технічним сержантом у ПС США. У неї є одна сестра і один брат. Грієр сказала, що вона чорношкірого, латиноамериканського, китайського, філіппінського та шаєнського походження. Виховувалась католичкою, а пізніше охристилася як методист.
Через військову кар'єру батька сім'я часто переїжджала. 1956 року вони переїхали до Свіндона в Південно-Західній Англії, Велика Британія, де батько працював на базі ПС. За словами Грієр, її сім'я була однією з небагатьох чорношкірих у місті, хоча не пригадувала, щоб вони стикалися з расизмом чи сегрегацією порівняно зі США: «Їм було байдуже, що я темношкіра, оскільки вони не виховувались в ненависті до чорношкірих. Натомість їх виховували ненавидіти німців… У США, особливо на півдні, ми не могли зупиняти автобуси, ми не могли їсти в певних ресторанах. До 1969 року були універмаги, в яких нам з батьком навіть не дозволяли приміряти одяг».
1958 року сім'я повернулася до США, коли батька перевели на базу ПС Тревіс у Каліфорнії, зрештою оселився в Денвері, штат Колорадо, поблизу бази ПС Лоурі. Грієр провела частину дитинства на буряковій фермі її бабусі та дідуся по материнській лінії в сільській місцевості Вайомінгу, де їхні предки оселилися після втечі на захід через підпільну залізницю, щоб уникнути рабства. Навчалася у школі Денвера, залучалася до театральних постановок, а також брала участь у конкурсах краси, щоб зібрати гроші на навчання в коледжі Метрополітен-Стейт.

## Кар'єра

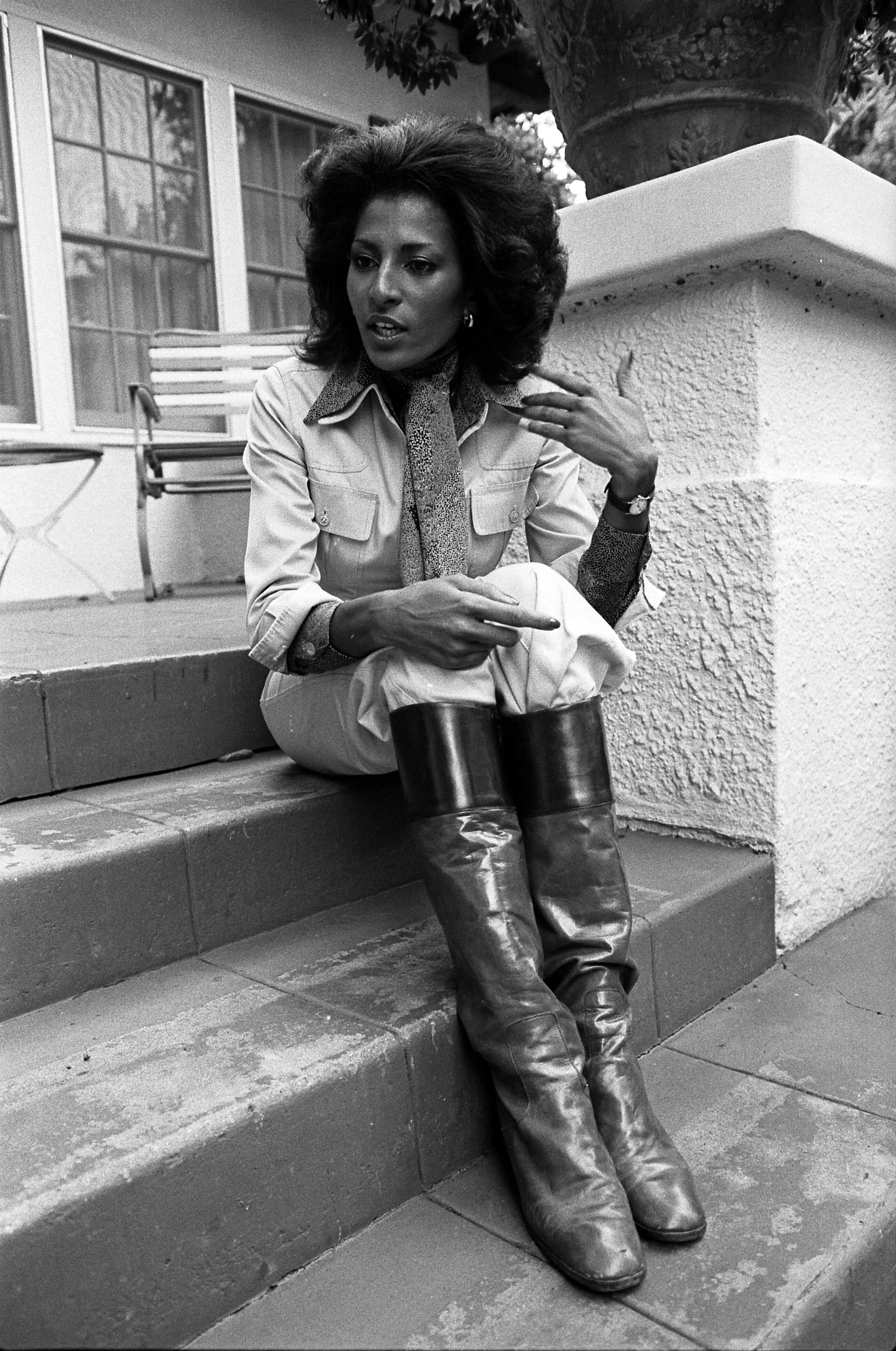
Грієр, 1976 рік

1967 року переїхала до Лос-Анджелеса, Каліфорнія, де спочатку знайшла роботу працювати комутатором у American International Pictures (AIP). Вважається, що її помітив режисер Джек Гілл, і вона отримала ролі у фільмах Роджера Кормана про жінок у в'язниці, як-от «Дім для великої ляльки» (1971), «Жінки в клітках» (1971) і «Велика клітка для пташок» (1972). Маючи контракт з AIP, вона знялася у низці блексплуатаційних фільмів початку 1970-х років, граючи сміливих, напористих жінок, починаючи з ролі медсестри, яка прагне помститися торговцям наркотиками, у стрічці Гілла «Коффі» (1973). Фільм, сповнений типових для цього жанру елементів сексуального та насильницького характеру, став касовим хітом. Грієр вважається першою афроамериканкою, яка зіграла головну роль у бойовику, оскільки головними героями попередніх блексплуатаційних фільмів були чоловіки. У рецензії на «Коффі» критик Роджер Еберт похвалив стрічку за правдоподібну головну жіночу роль. Він зазначив, що Грієр була акторкою з «гарним обличчям і дивовижною формою» зі своєрідним «фізичним життям», якого бракує багатьом іншим привабливим акторкам.
Зіграла подібних персонажів у фільмах AIP «Фоксі Браун» (1974), «Красуня Шиба» та «Фрайді Фостер» (обидва — 1975). Пізніше у 1970-х роках після зникнення блексплуатаційного кіно з'являвся в менших ролях протягом багатьох років. У 1980-х роках отримувала дедалі масштабніші персонажні ролі, зокрема повію-наркоманку у «Форті Апач, Бронкс» (1981) і відьму у фільмі «Щось страшне настає» (1983). 1985 року дебютувала на театральній сцені у виставі Сема Шепарда «Дурень від кохання» в Театральному центрі Лос-Анджелеса.
Повернувся до кіно як партнерка Стівена Сігала у фільмі «Над законом» (1988). У 1985—1989 роках неодноразово грала в серіалі «Поліція Маямі», а також була гостем у серіалах «Мартін», «Нічний суд» і «Принц із Беверлі-Гіллз». У 1986—1988 роках грала постійну роль у серіалі «Історія злочинів». Її роль у «Ракеті „Гібралтар“» (1988) скасували через побоювання режисера Деніела Петрі щодо «наслідків міжрасових любовних сцен». Вона з'являлася в серіалах «Сіндбад», «Хроніки Престона», «Шоу Косбі», «Шоу братів Веянсів» і «Безумне телебачення». 1994 року знялася у кліпі на пісню «Doggy Dogg World» Snoop Dogg.

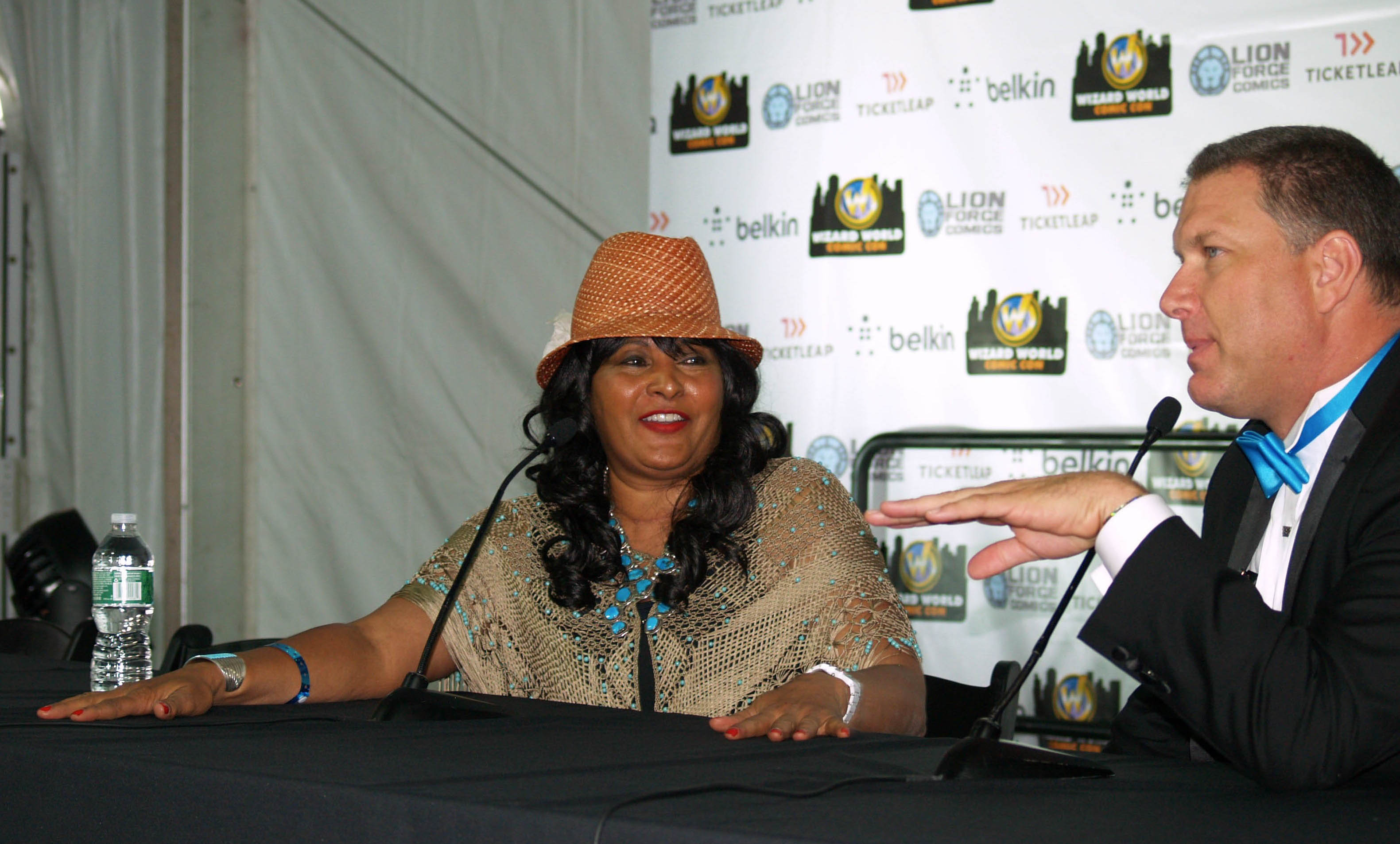
Грієр з Джаретом Кріппеном під час сесії запитань і відповідей на Wizard World New York Experience, 2013

Наприкінці 1990-х років була в акторському складі серіалу «Лінки» від Showtime. 1996 року з'явилася у фільмі Джона Карпентера «Втеча з Лос-Анджелеса» і 1997 року в головній ролі в «Джекі Браун» Квентіна Тарантіно, фільмах, які частково віддавали данину її фільмам 1970-х років. За роботу у фільмі Тарантіно була номінована на численні нагороди. Грієр з'явилася в серіалі «Секс в іншому місті» на Showtime, де зіграла Кіт Портер. Серіал тривав шість сезонів і завершився в березні 2009 року. Грієр час від часу знімається в таких телевізійних серіалах, як-от «Закон і порядок: Спеціальний корпус».
2010 році почала з'являтися в постійній ролі в популярному науково-фантастичному серіалі «Таємниці Смолвіля» як лиходійка Аманда Воллер, також знана як Біла Королева, головна агентка агентства таємних операцій Checkmate. У фільмі «Ларрі Краун» 2011 року зіграла подругу і колегу героїні Джулії Робертс.
2010 року написала мемуари «Фоксі: моє життя в трьох актах» разом з Андреа Каган.
2011 року здобула почесний ступінь доктора гуманної літератури в Університеті Меріленда Східного узбережжя. Того ж року стала почесним доктором наук Ленгстонського університету.
2012 року журнал «Essence» писав: «Герої, яких зіграла Грієр, були настільки революційними, що жінки, як повідомляється, стояли на стільцях й аплодували».
Заснувала Громадський сад Пем Грієр й освітній центр з Національним музеєм мультикультурної західної спадщини. Мета — навчити людей органічного садівництва, здоров'ю та харчуванню. 2011 року музей назвав свій перший сад на її честь.
У січні 2018 року Грієр заявила, що на основі її мемуарів готується байопік «Пем».
У квітні 2022 року Turner Classic Movies оголосила про четвертий сезон свого подкасту «The Plot Thickens», який присвячений життю та кар'єрі Грієр. 2023 року знялася у фільмі «Кориця» та «Кладовищі домашніх тварин: Криваві сліди».

## Особисте життя
1969 року познайомилась з баскетболістом Фердинандом Льюїсом (Лью) Алсіндорою. На початку їхніх стосунків він прийняв іслам і змінив своє ім'я на Карім Абдул-Джаббар. Він зробив пропозицію Грієр за умови, що вона прийме іслам. Грієр відмовився, і того ж дня він одружився з іншою жінкою.
1973 року познайомилася з коміком Фредді Принцем. Їхні стосунки йшли до шлюбу. Принц хотів від неї дитини, але Грієр відмовилась через побоювання депресії та наркотичної залежності, яку пережив Принц. Після розриву вони підтримували зв'язок. Вона була однією з останніх людей, з якими Принц спілкувався перед своєю смертю 1977 року.
Познайомилася з коміком Річардом Прайором через стосунки з Принцем; вони почали зустрічатися після того, як їх обох взяли на роль у фільмі «Блискавка» 1977 року. Вона допомагала Прайору навчитися читати і намагалася позбавити його від зловживання наркотиками. Після шести місяців без наркотиків у нього стався рецидив. У своїх мемуарах Грієр згадувала, як її сексуальні стосунки з Прайором спричинили проникнення кокаїну в її організм. Грієр сперечався з Прайором щодо захисту її здоров'я, але той відмовився використовувати презерватив. 1977 року Прайор одружився з Деборою Макгвайр, у період стосунків з Грієр.
Мала романтичні стосунки з Джиммі Вілером, відомим промоутером боксу, ведучий музичної телепередачі «Soul Train» Доном Корнеліусом і баскетболіст Вілтом Чемберленом. 1998 року заручилася з керівником RCA Records Кевіном Евансом, але заручини розірвали 1999 року.
1988 року Грієр діагностували рак шийки матки четвертої стадії, і за прогнозами лікарів їй залишалося жити 18 місяців. Завдяки інтенсивному лікуванню вона одужала і відтоді перебуває в стані ремісії.
Живе на ранчо в Колорадо.
Близька з актором і протестантським служителем Роузі Грієром, хоча спростовує чутки про романтичний зв'язок.

## Визнання
За її культурний внесок протягом кар'єри відзначена нагородою за життєві заслуги на Фестивалі чорного кіно у Торонто 2024 року.
До Дня Святого Валентина 2024 року Квентін Тарантіно віддав шану Грієр, відкривши кав'ярню «Los Feliz», де є тезка персонажа її виконанні у фільмі «Коффі».

## Фільмографія
| Рік       |    | Українська назва                          | Оригінальна назва                               | Роль                                  |
| --------- | -- | ----------------------------------------- | ----------------------------------------------- | ------------------------------------- |
| 1970      | ф  | Виворіт долини ляльок                     | Beyond the Valley of the Dolls                  | учасниця вечірок                      |
| 1971      | ф  | Дім великої ляльки                        | The Big Doll House                              | Грієр                                 |
| 1971      | ф  | Жінки в клітках                           | Women in Cages                                  | Алабама                               |
| 1972      | ф  | Сутінкові люди                            | The Twilight People                             | Аєса                                  |
| 1972      | ф  | Прохолодний бріз                          | Cool Breeze                                     | Мона                                  |
| 1972      | ф  | Велика клітка для птахів                  | The Big Bird Cage                               | Блоссом                               |
| 1972      | ф  | Вбивця                                    | Hit Man                                         | Гозельда                              |
| 1973      | ф  | Чорна мама, біла мама                     | Black Mama White Mama                           | Лі Деніелз                            |
| 1973      | ф  | Коффі                                     | Coffy                                           | медсестра                             |
| 1973      | ф  | Кричи, Блакуло, кричи                     | Scream Blacula Scream                           | Ліза Фортьєр                          |
| 1974      | ф  | Арена                                     | The Arena                                       | Мамаві                                |
| 1974      | ф  | Фоксі Браун                               | Foxy Brown                                      | Фоксі Браун                           |
| 1975      | ф  | Красуня Шиба                              | Sheba, Baby                                     | Шиба Шейн                             |
| 1975      | ф  | Бактаун                                   | Bucktown                                        | Арета                                 |
| 1975      | ф  | Фрайді Фостер                             | Friday Foster                                   | Фрайді Фостер                         |
| 1976      | ф  | Барабан                                   | Drum                                            | Регіна                                |
| 1977      | ф  | Сутінкове кохання                         | Twilight of Love                                | Сандра                                |
| 1977      | ф  |                                           | Greased Lightning                               | Мері Джонс                            |
| 1979      | с  | Коріння: Наступні покоління               | Roots: The Next Generations                     | Френсі                                |
| 1980      | с  | Корабель кохання                          | The Love Boat                                   | Синтія Вілбур                         |
| 1981      | ф  | Форт Апач, Бронкс                         | Fort Apache, The Bronx                          | Шарлотта                              |
| 1983      | ф  | Достатньо крутий                          | Tough Enough                                    | Міра                                  |
| 1983      | ф  | Щось страшне настає                       | Something Wicked This Way Comes                 | відьма                                |
| 1985      | ф  | Один проти всіх                           | Stand Alone                                     | Кетрін Болан                          |
| 1985      | тф | Знак вбивці                               | Badge of the Assassin                           | Александра Горн                       |
| 1985—1990 | с  | Поліція Маямі                             | Miami Vice                                      | Валері Гордон                         |
| 1986      | с  | Нічний суд                                | Night Court                                     | Бенет Коллінз                         |
| 1986—1988 | с  | Кримінальна історія                       | Crime Story                                     | Сюзан Террі                           |
| 1986      | ф  | Віндікатор                                | The Vindicator                                  | мисливець                             |
| 1986      | ф  | На межі                                   | On the Edge                                     | Кора                                  |
| 1987      | ф  |                                           | The Allnighter                                  | сержант Макліш                        |
| 1987      | с  | Шоу Косбі                                 | The Cosby Show                                  | Саманта                               |
| 1988      | с  | Місце Френка                              | Frank's Place                                   | Німа Шерон                            |
| 1988      | ф  | Над законом                               | Above the Law                                   | Делорес Джексон                       |
| 1989      | ф  | Посилка                                   | The Package                                     | Рут Батлер                            |
| 1989      | с  | Дзвінок опівночі                          | Midnight Caller                                 | Сюзан Провінс                         |
| 1990      | с  | Тиха пристань                             | Knots Landing                                   | лейтенант Гетрі                       |
| 1990      | ф  | Клас 1999                                 | Class of 1999                                   | місис Коннорс                         |
| 1991      | ф  | Нові пригоди Білла і Теда                 | Bill & Ted's Bogus Journey                      | міс Вордро                            |
| 1991      | с  | Монстри                                   | Monsters                                        | Матильда                              |
| 1992      | с  | Тихоокеанська станція                     | Pacific Station                                 | Грейс Боллард                         |
| 1992      | тф | Право матері: Історія Елізабет Морган     | A Mother's Right: The Elizabeth Morgan Story    | Лінда Гомен                           |
| 1993      | ф  | Загін                                     | Posse                                           | Фібі                                  |
| 1994      | с  | У яскравих барвах                         | In Living Color                                 | у ролі себе                           |
| 1994      | с  | Шоу Синдбада                              | The Sinbad Show                                 | Лінн Мантгомері                       |
| 1994      | с  | Принц із Беверлі-Гіллз                    | The Fresh Prince of Bel-Air                     | Джаніс Робертсон                      |
| 1995      | с  | Маршал                                    | The Marshal                                     | маршал Ванетта Браун                  |
| 1995      | с  | Мартін                                    | Martin                                          | у ролі себе                           |
| 1996      | с  | Спаркси                                   | Sparks                                          | міс Грейсон                           |
| 1996      | с  | Брати Ваянс                               | The Wayans Bros.                                | Еріка                                 |
| 1996      | ф  | Гаряче місто                              | Original Gangstas                               | Лорі Томпсон                          |
| 1996      | ф  | Втеча з Лос-Анджелеса                     | Escape from L.A.                                | Джек Мелоун                           |
| 1996      | ф  | Марс атакує!                              | Mars Attacks!                                   | Луїз Вільям                           |
| 1997      | ф  | Особистий огляд                           | Strip Search                                    | Жанет                                 |
| 1997      | ф  |                                           | Fakin' da Funk                                  | Анабель Лі                            |
| 1997      | ф  | Джекі Браун                               | Jackie Brown                                    | Джекі Браун                           |
| 1998      | с  | Безумне телебачення                       | Mad TV                                          | ведуча                                |
| 1998      | мс | Пінкі та Брейн                            | Pinky and the Brain                             | Джулі Оберн                           |
| 1998      | тф | Сімейне благословення                     | Family Blessings                                | місис Квінсі                          |
| 1998—2000 | с  | Лінки                                     | Linc's                                          | Елеонор Вінтроп                       |
| 1999      | мс | Дика сімейка Тонберів                     |                                                 | The Wild Thornberrys / мама Спрінгбок |
| 1999      | мс | Назавжди щасливі: Казки для кожної дитини | Happily Ever After: Fairy Tales for Every Child |                                       |
| 1999      | тф | Зірка на імʼя Гейлі Вагнер                | Hayley Wagner, Star                             | Сем                                   |
| 1999      | с  |                                           | For Your Love                                   | Бренда                                |
| 1999      | ф  | Королеви вбивств                          | Jawbreaker                                      | Віра Крус                             |
| 1999      | ф  | Завтра не настане                         | No Tomorrow                                     | Даяна                                 |
| 1999      | ф  | На дні безодні                            | In Too Deep                                     | Анджела Вілсон                        |
| 1999      | ф  | Священний дим                             | Holy Smoke!                                     | Керол                                 |
| 2000      | ф  | Снігопад                                  | Snow Day                                        | Тіна                                  |
| 2000      | ф  | Фортеця 2: Повернення                     |                                                 | Fortress 2: Re-Entry / Сюзан          |
| 2000      | ф  | Скажена                                   | Wilder                                          | Делла Вайлдер                         |
| 2001      | ф  | Час примар                                | 3 A.M.                                          | Джордж                                |
| 2001      | ф  | Гіркота кохання                           | Love the Hard Way                               | Лінда                                 |
| 2001      | ф  | Привиди Марса                             | Ghosts of Mars                                  | Гелена Браддок                        |
| 2001      | ф  | Кістки                                    | Bones                                           | Перл                                  |
| 2001      | с  | Рокери                                    | Strange Frequency                               |                                       |
| 2001      | тф | Свято усіх святих                         | The Feast of All Saints                         | Сюзан                                 |
| 2002      | с  | Ночні видіння                             | Night Visions                                   | доктор Льюїс                          |
| 2002      | мс | Ліга Справедливості                       | Justice League                                  | Майра                                 |
| 2002—2003 | с  | Закон і порядок: Спеціальний корпус       | Law & Order: Special Victims Unit               | Клаудія Вільямс                       |
| 2002      | ф  | Пригоди Плуто Неша                        | The Adventures of Pluto Nash                    | Флура Неш                             |
| 2002      | ф  | Дитина в сімʼї                            | Baby of the Family                              | місис Вільямс                         |
| 2003      | тф |                                           | First to Die                                    | Клер Вошберн                          |
| 2004—2009 | с  | Секс в іншому місті                       | The L Word                                      | Кіт Портер                            |
| 2005      | ф  | В минулі часи                             | Back in the Day                                 | місис Купер                           |
| 2008      | ф  | Леді в будинку                            | Ladies of the House                             | Робертаа Марчанд                      |
| 2010      | с  | Таємниці Смолвіля                         | Smallville                                      | Аманда Воллер                         |
| 2010      | ф  | Просто Райт                               | Just Wright                                     | Джаніс Райт                           |
| 2010      | ф  | Запрошені                                 | The Invited                                     | Зельда                                |
| 2011      | ф  | Ларрі Краун                               | Larry Crowne                                    | Френсіс                               |
| 2012      | ф  |                                           | Woman Thou Art Loosed: On the 7th Day           | детектив Баррік                       |
| 2012      | ф  | Людина з залізними кулаками               | The Man with the Iron Fists                     | Джейн                                 |
| 2012      | ф  | мафія                                     | Mafia                                           | Джеймс Вомак                          |
| 2013      | вг | Grand Theft Auto V                        | Grand Theft Auto V                              | ведуча                                |
| 2015      | с  | Клівлендські полонянки                    | Cleveland Abduction                             | Карла                                 |
| 2017      | вг | Call of Duty: Infinite Warfare            | Call of Duty: Infinite Warfare                  | у ролі себе                           |
| 2017      | ф  | Погані бабусі                             | Bad Grandmas                                    | Коралі                                |
| 2017      | ф  | Життя Роуз                                | Being Rose                                      | Лілі                                  |
| 2018—2019 | с  | Це — ми                                   | This Is Us                                      | бабуся                                |
| 2019      | тф | Різдвяне бажання                          | A Christmas Wish                                | Мері                                  |
| 2019—2020 | с  | Благослови цей безлад                     | Bless This Mess                                 | Констанс Террі                        |
| 2019      | ф  | Черлідерки                                | Poms                                            | Олів                                  |
| 2022      | мс | Велична північ                            | The Great North                                 | Некбон                                |
| 2023      | ф  | Кориця                                    | Cinnamon                                        | мама                                  |
| 2023      | ф  | Кладовище домашніх тварин: Криваві сліди  | Pet Sematary: Bloodlines                        | Маджорі Вошборн                       |
| 2024      | с  | Вони                                      | Them                                            | Атена Рів                             |
| 2024      | мс | Бургери Боба                              | Bob's Burgers                                   | Евелін                                |

## Дискографія
- Long Time Woman (1971, з фільму «Дім великої ляльки»)
- Communication Боббі Вомака (1971, бек-вокал)
- Understanding Боббі Вомака (1972, бек-вокал)

## Визнання

### Нагороди
- 1998: Премія Товариства кінокритиків Сан-Дієго за найкращу жіночу роль — Джекі Браун
- 1999: Нагорода за досягнення в кар'єрі на Фестивалі чорного кіно в Акапулько
- 2000: Премія Чапнівало за найкращу жіночу роль — Джекі Браун
- 2001: Кінофестиваль у Хай-Фоллзі Нагорода Сьюзен Б. Ентоні «Невдача неможлива»
- 2003: Нагорода за особливі досягнення в кіно[47][48]
- 2008: Міжнародний кінофестиваль RiverRun отримав нагороду «Майстер кіно».
- 2012: Національний багатокультурний західний музей спадщини .[49]
- 2018: Премія 20/20 за найкращу жіночу роль — Джекі Браун[50]
- 2018: Почесна нагорода Каталонського міжнародного кінофестивалю «Машина часу».
- 2018: Міжнародний кінофестиваль Tallgrass Ad Astra Award

### Номінації
- 1997: Премія Awards Circuit Community Award за найкращу жіночу роль у головній ролі — Джекі Браун
- 1998: Премія Асоціації кінокритиків Чикаго за найкращу жіночу роль — Джекі Браун
- 1998: Премія «Імперія» за найкращу жіночу роль — Джекі Браун
- 1998: Премія «Золотий глобус» за найкращу жіночу роль — мюзикл або комедія — Джекі Браун
- 1998: NAACP Image Award за найкращу жіночу роль у кіно — Джекі Браун
- 1998: Асоціація Інтернет-фільмів і телебачення за найкращу драматичну актрису — Джекі Браун
- 1998: Премія «Супутник» за найкращу жіночу роль — мюзикл або комедія — Джекі Браун
- 1998: премія «Сатурн» за найкращу жіночу роль — Джекі Браун
- 1998: Премія Гільдії кіноакторів за найкращу акторку в головній ролі — Джекі Браун
- 1999: NAACP Image Award за найкращу актрису в комедійному серіалі — Лінки
- 2000: NAACP Image Award за найкращу актрису в комедійному серіалі — Лінки
- 2000: Денна премія «Еммі» за кращого виконавця в анімаційній програмі — Назавжди щасливі: Казки для кожної дитини
- 2002: Премія «Чорна котушка» за найкращу жіночу роль у фільмі Кістки.
- 2002: NAACP Image Award за найкращу актрису в телефільмі, міні-серіалі або спеціальному драматичному фільмі — 3:00
- 2002: Премія Black Reel за найкращу жіночу роль у мережевому/кабельному серіалі — 3 ранку
- 2003: NAACP Image Award за найкращу актрису другого плану в драматичному серіалі — Закон і порядок: Спеціальний корпус
- 2004: NAACP Image Award за найкращу жіночу роль другого плану в драматичному серіалі — Закон і порядок: Спеціальний корпус
- 2005: NAACP Image Award за найкращу жіночу роль другого плану в драматичному серіалі — Секс в іншому місті
- 2006: NAACP Image Award за найкращу жіночу роль другого плану в драматичному серіалі — Секс в іншому місті
- 2008: NAACP Image Award за найкращу жіночу роль другого плану в драматичному серіалі — Секс в іншому місті